# 宮崎隆親
宮崎 隆親（みやざき たかちか）は、安土桃山時代から江戸時代初期にかけての武将。大崎氏の家臣。陸奥国加美郡宮崎城主。

## 略歴

### 出自
『笠原系図』によると、宮崎氏は木曾義仲の末裔という笠原重広を祖とする。延元2年（1337年）、奥州に入った重広は初め志田郡師山城を居城とするが、延元4年（1339年）に宮崎城を築き、以来宮崎氏は160余年の長きに亘って加美郡を統治した。

### 生涯
宮崎隆治の子として誕生する。大崎義隆に仕え、侍大将を務めた。
天正16年（1588年）の大崎合戦では中新田城に籠城して活躍し、天正18年（1590年）の葛西大崎一揆では総大将を務め、中新田城・宮崎城に籠もって伊達政宗軍と戦った。
宮崎城落城後は子・隆元や道城蔵人・上ノ沢讃岐・今野与惣右衛門らとともに仙北地方に逃れるが、後に山形の村山に移り、最上氏の重臣・楯岡満茂に仕え、名を笠原織部と改めた。
慶長16年（1611年）8月16日、死去。戒名は自性院忠岩雄義大居士。